# Aakirkeby
Aakirkeby (bornholmsk Åkjærkeby) – miasto w Danii, trzecie co do wielkości na wyspie Bornholm (2 100 mieszkańców), w centrum wyspy. Dawna stolica Bornholmu (w XVIII w. przeniesiona do Rønne), siedziba sądu bornholmskiego do roku 1776. Do 1970 stolica Aakirkeby Kommune. Nazwę można przetłumaczyć jako „miasto kościoła nad strumieniem” (Aa lub Å – strumień).

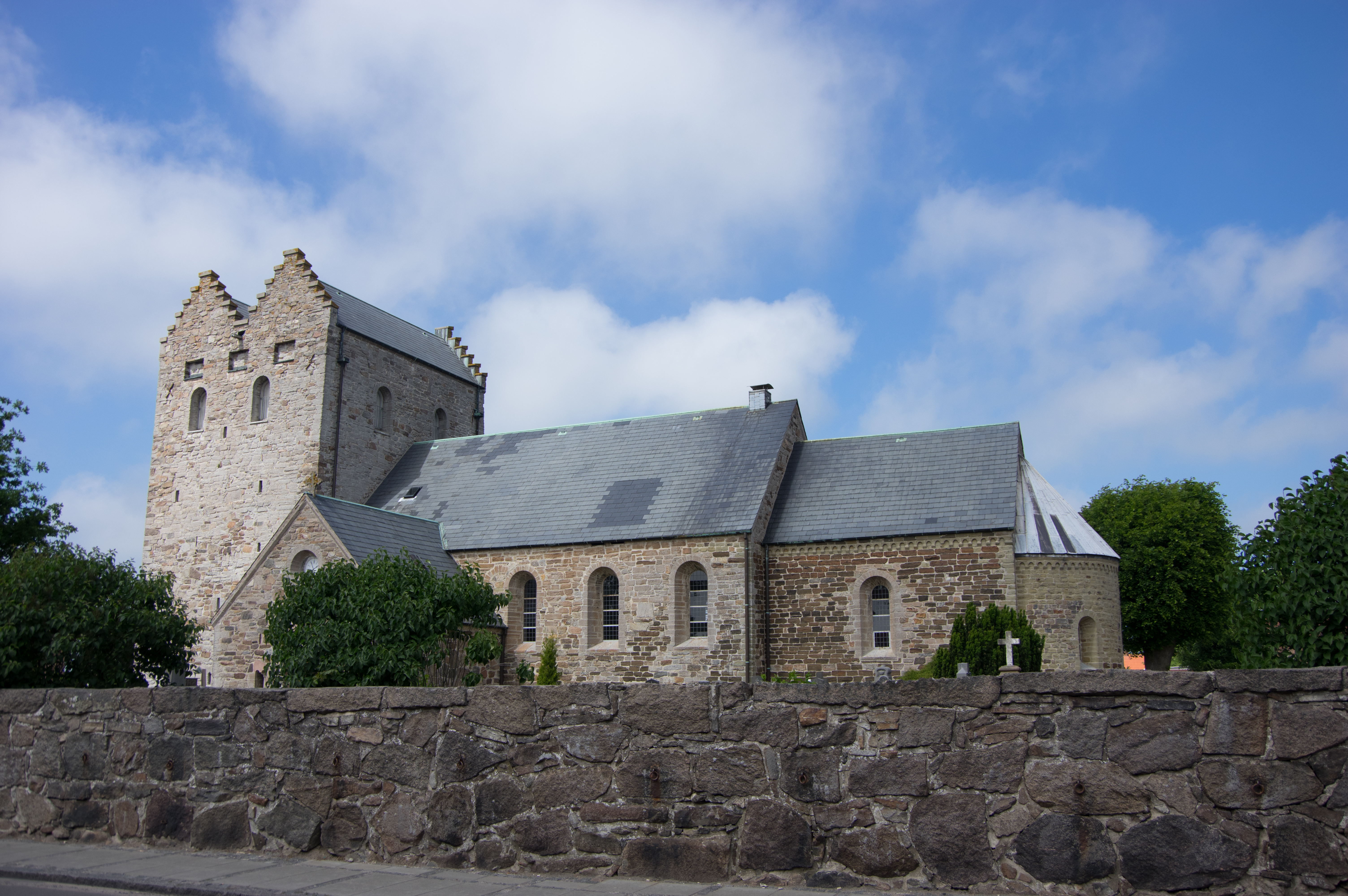
Aa Kirke

Centralnym punktem miasta (prawa miejskie od 1346, choć dokumenty ze Skanii wspominają o statusie miejskim już w XII wieku) jest kościół Aa Kirke pw. św. Jana z 1150 roku, do dziś największa budowla sakralna na wyspie. Wykonano go częściowo z zielonego piaskowca, widocznego miejscami do dziś. W środku chrzcielnica z początku XII wieku wykonana przez Sigrafa oraz renesansowy ołtarz Jacoba Krembergsa z Lund.
Oprócz Aa Kirke w mieście znajduje się jedyny na Bornholmie kościół katolicki – Rosenkranskirke z 1932.
Znajduje się tu również popularne muzeum Naturbornholm oraz Bornholmskie Muzeum Motoryzacji.
Przez Aakirkeby przebiega droga krajowa nr 38, łącząca Rønne z Nexø. Od początku XX wieku istniało również połączenie kolejowe z tymi miastami w ramach Bornholmskich Kolei Żelaznych. Linia do Nexø została zlikwidowana w 1953, zaś do Rønne w 1968. Miasto posiadało też własny port w dzisiejszej miejscowości Boderne, jednak w XVIII wieku został on zasypany naniesionym przez morze piaskiem.